# Tarragona i el Camp (1934)
Tarragona i el Camp fou una revista editada a Tarragona amb periodicitat quinzenal, on es tractaven temes d'història, literatura i art. El primer número data de l'1 d'octubre de 1934 i el darrer fou publicat a l'abril de 1936.

## Història
Tarragona i el Camp fou fundada per Josep Puig i Bosch, altrament conegut amb el nom d'Hilari d'Arenys de Mar. En les seves pàgines no es tractaven qüestions fora dels límits de la història, l'art i la literatura.
Revista de caràcter bilingüe: català/castellà; tot i així, un 75% dels articles venien escrits en català. La redacció i administració estaven ubicades físicament al C. Julià Nogués, 14, entresol 2a, de Tarragona. La impressió anava a càrrec de: Suc. de Torres i Virgili de Tarragona, i de l'edició era responsable Joan Torres Bousquet.
Entre els seus col·laboradors habituals hi consten: Josep Ixart, Jaume Bosch, Tomàs Capdevila i Miquel, J. Oriol Blanch, Joaquim Rosell Cid, "Pons d’Icart", Carles Soldevila i Zubiburo, A. Bonet-Moragues, Joan Santamaria, Federico de Iranzo, Josep Salvany, Josep Puig i Bosch, Guillem Colom, Maria Perpinyà, Marià Manent i Cisa.
També publicà textos de: Rubén Darío, Santiago Rusiñol i Prats, Amado Nervo i Pío Baroja y Nessi.
Els articles de contingut anaven acompanyats de fotografies relacionades amb els temes tractats. Intercalada en el text hi trobem publicitat molt variada.
Pel que fa a les seccions hi destaquen: Passavolant: articles d'opinió sobre diferents temes d'actualitat de Tarragona, com: «Els cavallets de la fira, el record més agradable», «Sobre les riuades del Riu Francolí», «Defensa de la poda dels Plàtans a la Rambla», «El Pessebre i els cristians»; De la ciutat al camp: secció dedicada a reflectir o aglutinar totes les notícies més rellevants al Camp de Tarragona (ciutat i camp) a més de dues subseccions: Lletres i Arts, que tenen un abast molt més ampli.
La distribució de la revista es feia mitjançant venda directa al públic en l'àmbit territorial de la província de Tarragona. Pel que fa als lectors i segons els temes tractats, aniria dirigida a un públic d'un cert nivell cultural, iniciat en les matèries que es tractaven, cosa que fa pensar que la tirada no deuria ser molt gran.
La importància de la revista rau en els treballs d'història, art i literatura local que hi podem trobar publicats.
A la Biblioteca Hemeroteca Municipal de Tarragona es conserva part de la col·lecció.

## Aspectes tècnics
Presentava el següent format: 16 pàgines de 24,5 x 24,8 cm a 2 columnes de 9,5 cm. Quan es publicaven poesies aquestes mides es podien modificar. Pel que fa a la capçalera les mides eren: 2,6 x 20,5 cm.
Per la impressió utilitzaven un bon paper (couché). La composició i impressió eren bones.
El preu de venta de la publicació era de 50 cèntims, 3 pessetes per trimestre.